# Marco Rosa
Marco Rosa (Kanada, Ontario, Scarborough, 1982. január 15. –) profi jégkorongozó.

## Karrier
Komolyabb karrierjét a Merrimack College-on kezdte 2001-ben és 2004-ig játszott a főiskolai csapatban. A 2001-es NHL-drafton a Dallas Stars választotta ki a nyolcadik kör 255. helyén. Felnőtt pályafutását az ECHL-es Long Beach Ice Dogsban kezdte meg 2004–2005-ben. Ebben a csapatban 72 mérkőzésen 65 pontot szerzett. A következő szezonban már az AHL-es Milwaukee Admiralsban szerepelt de a gyenge mutatók miatt visszakerült a Long Beach Ice Dogsba. 2006–2007-ben az ECHL-es Texas Wildcattersben kezdett és 36 mérkőzésen 51 pontot szerzett így szezon közben felhívták az AHL-es Houston Aerosba de öt mérkőzés után átkerült a szintén AHL-es Providence Bruinsba. A következő bajnoki évben ismét a Texas Wildcattersben kezdett és jó játékának köszönhetően ismét esélyt kapott az AHL-ben a Houston Aerosban ahol 56 mérkőzésen 27 pontot szerzett és a következő idényt is ennél a csapatnál töltötte és már 40 pontot szerzett. A 2009–2010-es évben az AHL-es Manitoba Moose-hoz írt alá és a szezon során 80 mérkőzésen 55 pontot szerzett. 2010–2011-ben is a Manitoba Mooseban játszott és 51 mérkőzésen 34 pontot szerzett valamint a csapat bejutott a rájátszásba és a divízió döntőig meneteltek. 14 mérkőzésen 17 pontot szerzett. 2011. július 29-én a Manitoba Moose csapata átköltözött St. John’s-ba és a 2011–2012-es szezontól St. John's IceCaps lett a neve. Az új csapat első idényében mindössze 31 mérkőzést játszptt és 27 pontot szerzett. A csapat bejutott a rájátszásba ahol 9 mérkőzésen már csak 1 asszisztot jegyzett.

## Külső hivatkozások
- Statisztika